# Нам тут жити
Нам тут жити (рос. Нам здесь жить) — радянський трисерійний телевізійний фільм 1982 року режисера Володимира Саруханова.

## Синопсис
Події у телефільмі розгортається на будівництві БАМу в пошуковій партії у селищі Камушкі, через який повинна пролягти траса. Аварія в тунелі змушує будівельників шукати обхідний шлях, але в цьому випадку траса повинна буде пройти через заповідний кедровий ліс. Після довгих роздумів молоді будівельники приймають рішення кинути всі сили і техніку на відновлення тунелю.

## У ролях
| Актор                | Роль                   |
| -------------------- | ---------------------- |
| Армен Джигарханян    | Олександр Шереметьєв   |
| Михайло Неганов      | Василь Волков          |
| Наталя Андрейченко   | Аріна                  |
| Юрій Васильєв        | Григорій Черемних      |
| Володимир Землянікін | Гліб Петрович          |
| Михайло Кузнєцов     | Олег Константинов      |
| Данило Нетребін      | Олексій Журавльов      |
| Михайло Кокшенов     | Федір Нікішин          |
| Тетяна Корецька      | Шура                   |
| Олексій Ванін        | Михайло                |
| Данута Столярська    | Шереметьєва            |
| Віктор Косих         | Валера Дятлов          |
| Володимир Кузнєцов   | Анатолій Ільїн         |
| Герман Качин         | Прохір Максимов        |
| Марина Гаврилко      | Юхимівна               |
| Зінаїда Воркуль      | Ольга Іванівна         |
| Наталя Віхрова       | адміністраторка готелю |
| Валентин Брилєєв     | Яків                   |
| Георгій Сітко        | Никифор                |
| Ніна Саруханова      | Ніна                   |
| Борис Бистров        | Максим                 |
| Олег Штода           | учасник наради         |
| Володимир Ткалич     | будівельник            |
| Микита Померанцев    | будівельник            |
| Григорій Маліков     | Петро                  |
| Анатолій Скорякін    | будівельник            |
| Олександр Рижков     | епізодична роль        |

## Фільмування
Стрічку зфільмували у 1982 році в селі Ялгуба Прионежського району Карелії.